# Microsoft PhotoDraw
Microsoft PhotoDraw（マイクロソフト フォトドロー）は、マイクロソフトがWindows向けに販売したグラフィックソフトウェアである。Microsoft Office 2000限定で開発され、現在は開発を終了している。